# Pelagomonadales
Pelagomonadales é uma ordem monotípica de microalgas marinhas heterocontes da classe Pelagophyceae. A única família (com 4 géneros) é Pelagomonadaceae.

## Descrição
As Pelagomonadales são um pequeno grupo de algas com cerca de xx espécies, pertencente ao filo Heterokontophyta e aparentado com os silicoflagelados. Formam parte do plâncton marinho e são geralmente microscópicas, ainda que algumas colónias alcancem um tamanho macroscópico.
As células vegetativas são flageladas e por isso móveis. As células individuais apresentam forma cocóide, ou uniflageladas, neste último caso apresentando um único cinetossoma e sem raízes cinetossomiais.

## Taxonomia e sistemática
Na sua presente circunscrição taxonómica a classe contém 4 géneros todos pertencentes à família Pelagomonadaceae (2017):
- Ordem Pelagomonadales
  - Família Pelagomonadaceae
    - Género Aureococcus
    - Género Chrysophaeum
    - Género Pelagococcus
    - Género Pelagomonas

É expectável de estudos de biologia molecular venham a aumentar esta listagem.